# Günter Herzog (Jurist)
Günter Herzog (* 27. April 1937 in Lemnitz) ist ein deutscher Jurist. Er war bis 1989 für Ausbildung zuständiger stellvertretender Leiter der Volkspolizeischule in Aschersleben und wurde 1990 Leiter der zentralen Anleitungs- und Kontrollinstitution für das staatliche Archivwesen in der Deutschen Demokratischen Republik (DDR), der Staatlichen Archivverwaltung (StAV) im Ministerium des Innern der DDR, aus der das Zentrale Archivamt der DDR hervorging. 

## Leben
Nach dem Schulbesuch studierte Günter Herzog von 1956 bis 1960 Rechtswissenschaft an der Friedrich-Schiller-Universität Jena. Anschließend trat er als Diplom-Jurist in den Dienst der Deutschen Volkspolizei. Bis 1989 war er im Bildungsbereich des Ministeriums des Innern als Stellvertreter für Ausbildung an der Volkspolizeischule in Aschersleben im Bezirk Halle tätig. 
Günter Herzog war Mitglied der SED und besaß eine außerplanmäßige Aspirantur an der Humboldt-Universität zu Berlin. Dort promovierte er an der Sektion für Staats- u. Rechtswissenschaft am 15. Juli 1969 zum Dr. jur. Das Thema seiner Dissertation lautet Der Motivationsprozeß bei Straftaten gegen das Eigentum und Möglichkeiten seiner Beeinflussung durch die Straf- und Erziehungsmaßnahmen. 
Nachdem der Oberst des Ministeriums für Staatssicherheit der DDR, Roland Leipold, als Leiter der Staatlichen Archivverwaltung der DDR im Ministerium des Innern der DDR Ende 1989 aus gesundheitlichen Gründen von seiner Funktion entbunden worden war, wurde Günter Herzog auf speziellem Wunsch seines Amtsvorgängers zum 1. Januar 1990 zum Leiter dieser obersten Archivbehörde der DDR berufen. Bereits im September/Oktober 1989 hatte Günter Herzog mit der Einarbeitung in die ihm neue Funktion begonnen. Sein Dienstort war Potsdam. Diese Leitungsfunktion hatte er bis zur Abwicklung des zwischenzeitlich in Zentrales Archivamt der DDR unbenannten Institution inne.
Am 7. Mai 1990 lud er alle Leiter bzw. Referenten der Archivverwaltungen des Bundes und der Länder des Bundesrepublik Deutschland (AKK) sowie alle Direktoren der Staatsarchive der DDR zur ersten deutsch-deutschen Konferenz der staatlichen Archivverwaltungen und Archivleiter nach Potsdam ein.

## Zuständigkeit
Als Leiter der Staatlichen Archivverwaltung der DDR hatte Günter Herzog die Oberaufsicht u. a. über folgende Archive und Institutionen der DDR:
- Zentrales Staatsarchiv der DDR in Potsdam mit Zweigstelle in Merseburg
- Archivdepot Barby der Staatlichen Archivverwaltung der DDR
- Archivdepot Dornburg der Staatlichen Archivverwaltung der DDR
- Staatsarchiv Dresden mit Außenstellen Bautzen, Chemnitz, Freiberg und Glauchau
- Staatsarchiv Greifswald
- Staatsarchiv Leipzig
- Staatsarchiv Magdeburg mit Außenstellen in Möckern, Oranienbaum und Wernigerode
- Staatsarchiv Meiningen
- Staatsarchiv Potsdam mit Außenstelle Lübben
- Staatsarchiv Rudolstadt
- Staatsarchiv Schwerin mit Außenstelle Ludwigslust
- Staatsarchiv Weimar mit Außenstellen Altenburg, Gotha und Greiz
- Militärarchiv der DDR in Potsdam
- Zentralstelle für Genealogie in der DDR
- Zentralstelle für Konservierung/Restaurierung
- Fachschule für  Archivwesen "Franz Mehring" in Potsdam

Daneben war er zuständig für die Herausgabe der Zeitschrift für Theorie und Praxis des Archivwesens Archivmitteilungen, von denen 1990 noch vier Hefte erschienen. Das fünfte Heft wurde bereits vom Zentralen Archivamt herausgegeben. Die Chefredaktion der Archivmitteilungen lag in den Händen des Abteilungsleiters Dieter Hebig.

## Schriften (Auswahl)
- Buchbesprechung Erich Buchholz: "Das DDR-Justizsystem – das beste je in Deutschland?"